# 福田温子
福田 温子（ふくだ あつこ、1977年9月29日 - ）埼玉県出身の女優。JFCT所属。

## 来歴
浦和明の星女子高等学校在学中、グリー部(合唱部)に所属。部活動の文化祭での発表としてミュージカルに出演し、舞台の面白さに目覚め、そこからミュージカル俳優を志すようになる。大学の演劇学科を志望していたが叶わず、当時「漢文が好きだから」という理由で受験した日本大学文理学部中国文学科に進学。大学で初めて出会った「中国語」の面白さにハマり、在学中に2度の北京に短期留学をしている。通訳を目指し、通訳学校に通っていた経験もある。大学では、当時流行っていた「ウリナリ社交ダンス部」に触発され、競技ダンス部に所属。この時に培った社交ダンスが、映画「レディ・トゥ・レディ」(2020)で活かされている。知人が出演したてがみ座の旗揚げ公演を観て衝撃を受け、「この劇団の作品に出たい！」と、その知人の伝手で次回公演のワークショップオーディションを受け合格。第3回公演「乱歩の恋文」に出演、その後劇団員となる。2011年～2017年まで在籍し、舞台を中心に活動していたが、映像作品に活躍の場を広げるため、2017年11月の公演を最後に退団。
特技は中国語、書道、社交ダンス。

## 出演作品

### 映画
- レディ・トゥ・レディ 瀬尾恵子役（2020年）藤澤浩和監督
- 台風家族（2019年）市井昌秀監督
- 九月の恋と出会うまで（2019年）山本透監督
- 検察側の罪人（2018年）原田眞人監督
- 関ケ原（2017年）原田眞人監督
- 僕らのごはんは明日で待ってる（2017年）市井昌秀監督
- バースデーカード アタック24予選会場田村役（2016年）吉田康弘監督
- フローレンスは眠る（2017年）小林兄弟監督
- 地獄でなぜ悪い（2013年）園子温監督
- ド・ノーマル 主演 恵子役（2011年）内田英治監督
- ブラック・エンジェルズ（2011年）内田英治監督
- KIDNEY（2011年）三ツ橋勇二監督
- UNKNOWN（2010年）三ツ橋勇二監督
- ごくせん THE MOVIE（2009年）佐藤東弥監督
- フリージア（2006年）熊切和嘉監督
- 木更津キャッツアイ ワールドシリーズ（2006年）金子文紀監督
- ホールドアップダウン（2005年）SABU監督
- 兎姉妹（2024年）遠藤大介監督[2]

### テレビドラマ
- 警視庁ゼロ係 SEASON5 3話 光代役（2021年 テレビ東京）竹村謙太郎演出
- 神様のカルテ 2話（2021年 テレビ東京）谷口正晃演出
- トッカイ 3話（2021年 WOWOW）若松節朗監督
- ヤヌスの鏡 レギュラー 小沢みどり役（2019年 フジテレビ）水田成英演出他
- ポイズンドーター・ホーリーマザー 1・2話（2019年 WOWOW）吉田康弘* 滝本憲吾監督
- パーフェクトワールド 6話（2019年 関西テレビ）三宅喜重演出
- 腐女子、うっかりゲイに告る。1話（2019年 NHK）盆子原誠演出
- メゾン・ド・ポリス 6話 中松富江役（2019年 TBS）佐藤祐市演出
- 義母と娘のブルース 3話（2018年 TBS）平川雄一朗演出
- あなたには帰る家がある 3話（2018年 TBS）吉田健演出
- 管理官 明石美和子 十四番目に来た女（2018年 テレビ朝日）岡嶋純一演出
- 世にも奇妙な物語’17秋の特別編「寺島」 江田役（2017年 フジテレビ）都築淳一演出
- バウンサー 8話（2017年 BSスカパー）　熊澤尚人総監督 ・蔵方政俊監督
- 大貧乏 1話  シノエリ役（2017年 フジテレビ）土方政人演出
- 相棒15３話 田島裕子役（2017年 テレビ朝日）兼崎涼介演出
- 相棒21３話 千石佐織役（2022年 テレビ朝日）橋本一演出
- 世にも奇妙な物語 25周年SP「ゴムゴムの男」（2017年 フジテレビ）木下高男演出
- ザ!世界仰天ニュース（2014年 日本テレビ）
- ビンタ! 4話（2014年 日本テレビ）国本雅弘演出
- S -最後の警官- 8話 越宮忍役（2014年 TBS）渡瀬暁彦演出
- 家政婦は見た!（2014年 テレビ朝日）松田秀知演出
- パパドル!最終話（2012年 TBS）坪井敏雄演出
- 推定有罪（2010年 WOWOW）鈴木浩介監督
- スマイル 4話（2009年 TBS）坪井俊雄演出
- アイシテル〜海容〜 1話（2009年 日本テレビ）吉野洋演出
- キイナ〜不可能犯罪捜査官〜 最終話（2009年 日本テレビ）猪股隆一演出
- OLにっぽん 準レギュラー（2008年 日本テレビ）
- ザ・ベストハウス123「感動する実話本BEST3」山崎敏子役（2008年 フジテレビ）
- エンタの神様 たいがー・りーコーナー声レギュラー（2007年 日本テレビ）
- あいくるしい 5・6話（2005年 TBS）那須田淳* 吉田健演出
- 連続テレビ小説 らんまん 田邊家の女中役（NHK、2023年前期）
- 連続テレビ小説 虎に翼 長峰役（NHK、2024年前期）
- 家政婦クロミは腐った家族を許さない 第5話・第6話（2025年2月8日・15日、テレビ東京） - 藍川桐枝 役[3]

### 舞台
- てがみ座 風紋～青のはて2017～（2017年）長田育恵作・田中圭介演出
- てがみ座 対岸の永遠（2016年）長田育恵作・上村聡史演出
- てがみ座 地を渡る舟 （再演）（2015年）長田育恵作・扇田拓也演出
- てがみ座 汽水域（2015年）長田育恵作・扇田拓也演出
- てがみ座 乱歩の恋文～芝居小屋ﾊﾞｰｼﾞｮﾝ～（2014年）長田育恵作・扇田拓也演出
- てがみ座 地を渡る舟（2013年）長田育恵作・扇田拓也演出
- てがみ座 空のハモニカ （再演）（2013年）長田育恵作・扇田拓也演出
- てがみ座 青のはて（2012年）長田育恵作・扇田拓也演出
- てがみ座 乱歩の恋文（再演）（2012年）　長田育恵作・扇田拓也演出
- てがみ座 空のハモニカ（2011年）長田育恵作・扇田拓也演出
- てがみ座 線のほとりに舞う花を（2011年）長田育恵作・前嶋のの演出
- てがみ座 乱歩の恋文（2010年）長田育恵作・扇田拓也演出

### CM
- アルバイトタイムス（2004年）
- 国土交通省(2004年）
- マツモトキヨシ(2006年）
- デビットカード(2006年）
- セキスイハイム(2007年）
- Sammy(2008年）
- KIRIN(2009年）
- 資生堂(2012年）
- サンヨー（2016年）
- LIXIL（2017年）
- au沖縄セルラー(2020年）